# Alexéi Kiyashko
Alexéi Kiyashko –en ruso, Алексей Кияшко– (23 de marzo de 1992) es un deportista ruso que compitió en remo. Ganó una medalla de plata en el Campeonato Europeo de Remo de 2017, en la prueba de dos sin timonel ligero.

## Palmarés internacional
| Campeonato Europeo | Campeonato Europeo       | Campeonato Europeo | Campeonato Europeo     |
| Año                | Lugar                    | Medalla            | Prueba                 |
| ------------------ | ------------------------ | ------------------ | ---------------------- |
| 2017               | Račice (República Checa) | Medalla de plata   | Dos sin timonel ligero |